# Edmond Fontan
Edmond Fontan, né le 9 mai 1854 à Bordeaux et mort le 18 février 1929 à Pessac, est un peintre et dessinateur pour la Compagnie des chemins de fer du Midi.
Son nom complet est Edmond Jean Arnaud Fontan.

## Biographie
Il naît le 9 mai 1854 à Bordeaux, dans une famille de condition modeste, son père Jean Fontan exerçant le métier de tailleur de pierre. Il est formé par Vincent Léopold Thénot. Il présente ses œuvres dans de nombreux salons, tant locaux qu'étrangers, où il se voit décerner des médailles d'or et de vermeil en reconnaissance de son talent. Il vit 21 rue d'Arcachon à Bordeaux.
À la demande de l'archiviste de la ville de Bordeaux, Gaston Ducaunnès-Duval, il crée une série d'aquarelles représentant le vieux Bordeaux. Ainsi, l'artiste produit au total une quarantaine de planches destinées spécifiquement aux archives. L'objectif de ce projet est de préserver la mémoire visuelle d'une ville en pleine évolution. Dès 1882, il fait ses débuts au Salon de Paris, et il devient membre actif de sociétés artistiques locales telles que la Société des amis des arts et l'Atelier (créé en 1906) à Bordeaux, récoltant de nombreuses médailles en reconnaissance de son talent.
Le 26 mai 1887, son fils André Jean Joseph Fontan naît. La mère de l'enfant est Julia Marie Jeanne Dignac, elle a alors 23 ans. Lors de l'enregistrement de l'état civil, son père Jean Fontan, âgé de 73 ans et exerçant la fonction de chef de section aux chemins de fer, est présent. Également témoin de cet événement est le grand-oncle de l'enfant, Eugène Fontan, âgé de 75 ans.
En 1889, il présente Place du vieux marché à Bordeaux à l'exposition de la Société des Amis des Arts. En 1892, il expose l'aquarelle Perspective sud de l’église Sainte-Croix. En 1895, il expose à l'Exposition de Bordeaux au salon bordelais.
En décembre 1906, son fils passe avec succès les épreuves d'admission à l'école des beaux-arts de Bordeaux. Le sujet de l'examen est "Un grand passage voûté sur une voie publique". Elève de Gustave Umbdenstock, le 7 janvier 1907, il est officiellement accepté en section architecture. Il devient ensuite l'élève de Louis Bernier.
En 1911, avec l'autorisation de l'adjoint à la construction publique, M. de la Ville de Moimont, Gaston Ducaunnès-Duval achète pour les archives des aquarelles réalisées par le peintre concernant les fouilles de Saint-Seurin.

## Postérité
En 1956, lors du salon annuel de l'Atelier célébrant son cinquantième anniversaire, le thème est "Rétrospective et Bordeaux 56". À cette occasion, trois œuvres du peintre sont présentées : Brume d'hiver, Coin de Grenier et Sous-bois. L'exposition a lieu du 4 au 26 février à la Galerie des Beaux-Arts, située place du Colonel Raynal à Bordeaux.
Entre le 6 décembre 2007 et le 6 avril 2008 se tient une exposition au Musée des Beaux-arts de Bordeaux dans l'aile nord  et à la Galerie des Beaux-arts sur le thème "Peinture et société au temps des impressionnistes". L'oeuvre Vue de Bordeaux est exposée.
Depuis 2014, les Archives Bordeaux Métropole proposent une exposition virtuelle sur leur site internet, intitulée "Bordeaux pittoresque : les aquarelles d'Edmond Fontan (1854 - 1929)". La sélection d'œuvres se focalise sur des représentations de vieilles maisons et rues, des portes, des fontaines et des églises. Chacune de ces œuvres est accompagnée d'un commentaire explicatif.

## Œuvres
Les peintures d'Edmond Fontan se retrouvent principalement aux Archives de Bordeaux Métropole, dans des collections privées, au Musée des Beaux-arts de Bordeaux, et dans les collections de la Société archéologique de Bordeaux, hébergées au Musée d'Aquitaine, qui compte plus de 2000 pièces de l'artiste. La quasi-totalité de ses œuvres se compose d'aquarelles.

### Tableaux réalisés à une date connue
Classement par ordre chronologique
- Vue de Bordeaux, aquarelle, 57,3 x 83,5 cm, 1886

- Place du vieux marché à Bordeaux, aquarelle, 61 x 91 cm, 1888

- Maison rue Maubec, aquarelle, 1891[14]
- Vieille maison à Sarlat Périgord Dordogne Bordeaux, 45 x 54 cm, 1895
- Rue Fauré, aquarelle, 1896[14]
- Rues Arnaud-Miqueu et du Loup, aquarelle, 1896[14]
- Un des jumeaux, le cap figuier, vue des rochers d'Hendaye, aquarelle, 44 x 61 cm, 1896
- Fontaine Saint-Christoly, aquarelle, 1897[15]
- Rue du Muguet, aquarelle, 1898[14]
- Croix de Saint-Genès, 1900
- Eglise Sainte-Eulalie, aquarelle, 1900[16]
- Maison rue Saint-James, aquarelle, 1900[14]
- Porte de Bourgogne, aquarelle, 1900[17]
- Eglise Saint-Rémi, aquarelle, 1902[16]
- St-Engrâce, aquarelle, 30 x 47 cm, 1902
- Percement du cours Pasteur, aquarelle, 1902[14]
- Porte d’Aquitaine, aquarelle, 1902[17]
- Paysage de Cambo, aquarelle, 22,5 x 32 cm, avril 1904
- Fontaine Sainte-Croix, aquarelle,1911[15]
- Porte de la Monnaie, aquarelle, 1911[17]
- Fouilles de Saint-Seurin, aquarelle, 1912[16]
- Pavillon Richelieu, aquarelle, 1913
- Rue de la Vieille-Tour, aquarelle, 1913[14]
- Fontaine de Figueyreau, aquarelle, 1914[15]
- Laxia, aquarelle, 43,5 x 59 cm, 1914
- Le Moulin d'Ohla à Laxia au Pays Basque, aquarelle, 61 x 45 cm, 1914

### Tableaux réalisés à une date inconnue
- Arengosse - Chemin dans la forêt par temps de brume, aquarelle sur papier collé sur carton, 31 x 45 cm

- Ancien moulin de Grattequina, aquarelle, 45 x 62 cm
- Bord de à Saint-Palais-sur-Mer, aquarelle, 30 x 44 cm
- B PYR, aquarelle, 60,5 x 44 cm

- Brume d'hiver

- Cascade vers la Rhune Paire, aquarelle, 60 x 40 cm
- Château Ducros, aquarelle, 44 x 60 cm
- Coin de grenier
- Cour à Beyssac, aquarelle, 65 x 45 cm

- Deux maisons basques dans les Pyrénées, aquarelle
- Eglise de Cardan, aquarelle, 62 x 45 cm

- Eglise Sainte-Croix, aquarelle
- Ferme Basque, aquarelle, 29 X 44 cm
- L’Airial, lithographie, 29 x 39 cm
- La Forge, aquarelle, 60 x 96 cm
- La Rhune, aquarelle
- La route de la Corniche à Saint Jean de Luz, aquarelle, 34 x 52 cm
- Le Pertuis Maumusson, aquarelle, 22,5 x 31,5 cm
- Le serpolet, aquarelle et gouache, 44 x 62 cm
- Les Aldudes, aquarelle et mine de plomb sur papier, 62,2 x 44,3 cm
- Lisière de bois, aquarelle, 59 x 90 cm
- Médis (Charente-Maritime), aquarelle, 33,2 x 48,2 cm
- Monte-Carlo et Monaco vus de Cabbé-Roquebrune, aquarelle et mine de plomb sur papier collé sur carton, 59 x 89,2 cm
- Paquebot Atlantique, aquarelle
- Paysage, aquarelle sur papier collé sur carton, 60 x 91 cm
- Rivière de montagne, aquarelle, 60 x 40 cm
- Sous-bois
- St-Jean-Pied-de-Port, aquarelle, 45,5 x 58 cm
- Villefranche-sur-Mer, aquarelle
- Vue d'Alet, aquarelle, 29,5 x 21 cm
- Vue d'Alet, aquarelle, 21 x 29,5 cm
- Vue de St Macaire, aquarelle, 56 x 42 cm